# Calzada del Coto
Calzada del Coto est un municipio (municipalité ou canton) d’Espagne, dans la province de León, communauté autonome de Castille-et-León. C'est aussi le nom de la localité chef-lieu du municipio.
La localité est une halte sur le Camino francés du Pèlerinage de Saint-Jacques-de-Compostelle.

## Géographie
Le climat est continental, chaud en été et froid en hiver.

## Démographie
| 1991 |  | 1996 |  | 2001 |  | 2004 |  | 2010 |
| ---- |  | ---- |  | ---- |  | ---- |  | ---- |
| 347  |  | 316  |  | 293  |  | 289  |  | 260  |

## Économie
L'agriculture est la principale richesse, sur des champs plats.

## Culture et patrimoine

### Pèlerinage de Compostelle
Sur le Camino francés du Pèlerinage de Saint-Jacques-de-Compostelle, on vient de Sahagún.
La prochaine halte est Calzadilla de los Hermanillos par la Calzada Romana ou Bercianos del Real Camino par le Camino Real.

## Sources et références
- (es) Cet article est partiellement ou en totalité issu de l’article de Wikipédia en espagnol intitulé « Calzada del Coto » (voir la liste des auteurs).
- Grégoire, J.-Y. & Laborde-Balen, L. , « Le Chemin de Saint-Jacques en Espagne - De Saint-Jean-Pied-de-Port à Compostelle - Guide pratique du pèlerin », Rando Éditions, mars 2006,  (ISBN 2-84182-224-9)
- « Camino de Santiago St-Jean-Pied-de-Port - Santiago de Compostela », Michelin et Cie, Manufacture Française des Pneumatiques Michelin, Paris, 2009,  (ISBN 978-2-06-714805-5)
- « Le Chemin de Saint-Jacques Carte Routière », Junta de Castilla y León, Editorial

1. ↑  www.cajaespana.es Budget de la commune en 2008